# Plecturocebus grovesi
Plecturocebus grovesi — это вид приматов из подсемейства Callicebinae семейства саковых (Pitheciidae). Первое описание вида опубликовано в ноябре 2018 года. Видовое латинское название этой обезьяны дано в честь австралийского антрополога, приматолога и териолога Колина Гровса, скончавшегося годом ранее.

## Распространение
Шесть типовых образцов, исследованных в первоописании, происходили из района вокруг города Алта-Флореста в северной части бразильского штата Мату-Гросу, и предполагается, что ареал данного вида ограничен Рио-Телис-Пирис на востоке, Рио-Журуэна и Рио-Аринус на западе и границей тропических лесов с Серрадо на юге. К востоку от ареала Plecturocebus grovesi обитают близкородственные виды Plecturocebus vieirai и рыжебрюхий прыгун (P. moloch), к западу от него встречается чёрный прыгун (P. cinerascens).

## Описание
Большая часть тела Plecturocebus grovesi агутиево-серого цвета. Спина немного темнее, чем бока, внешняя сторона конечностей и макушка головы. Середина спины слегка красноватого цвета. Лицо черноватое, щеки желтоватые. Боковые стороны головы, горла, груди, живота и внутренних поверхностей конечностей заметно красновато-коричневого цвета. Кисти и ступни грязно-белые и заметно светлее, чем внешняя сторона конечностей. Хвост черноватый с белым кончиком.
Этой окраской Plecturocebus grovesi напоминает несколько близкородственных видов: Plecturocebus bernhardi, Plecturocebus vieirai и рыжебрюхого прыгуна. Plecturocebus grovesi можно отличить от рыжебрюхого прыгуна по красновато-коричневой нижней стороне тела и преимущественно черному хвосту. Брюшная сторона рыжебрюхого прыгуна более яркого оранжевого оттенка, а цвет хвоста изменчив: у одних экземпляров он черноватый, у других — светло-серый, с примесью коричневато-пельно-серого. По сравнению с Plecturocebus vieirai Plecturocebus grovesi немного темнее по цвету. Лоб Plecturocebus grovesi черноватый, а бока головы красновато-коричневые, тогда как у Plecturocebus vieirai эти области окрашены в белый цвет. Plecturocebus grovesi имеет красновато-коричневую нижнюю сторону, в то время как живот и внутренняя сторона конечностей Plecturocebus vieirai желтовато-светло-оранжевого цвета. Plecturocebus bernhardi обычно более тёмного цвета, чем Plecturocebus grovesi. Для чёрных прыгунов (Plecturocebus cinerascens), которые также не обладают контрастной окраской нижней и боковых сторон головы, характерен почти монохромный ещё более тёмный тёмно-серый цвет.
Структура митохондриальной и ядерной ДНК Plecturocebus grovesi также значительно отличается от ДНК трёх близкородственных видов. P. grovesi отделились от Plecturocebus vieirai и рыжебрюхого прыгуна (Plecturocebus moloch), которые вместе образуют сестринскую группу по отношению к Plecturocebus grovesi, около 1,3 миллиона лет назад.

## Угрозы для существования вида
Plecturocebus grovesi живет в районе, который сильно пострадал и страдает от вырубки лесов. Прогнозируется, что при существующих ныне темпах вырубания тропических лесов, этот вид потеряет до 86 % своей местообитаний и, таким образом, классифицируется в Красном списке МСОП как находящийся под угрозой исчезновения